# Ivar Hultqvist
Ivar Hultqvist, född 30 april 1895 i Norrköping i Östergötlands län, död 31 juli 1965 i Norrköping i Östergötlands län, var en svensk folkmusiker, spelman och riksspelman. Han spelade sina polskor i ett väldigt snabbt tempo, som var tekniskt svårt att bemästra. I spelmanskretsar kallar man det för "Norrköpings-tempo".

## Biografi
Ivar Hultqvist föddes 30 april 1895 i Norrköping. Han var son till Anders Peter Johannesson och Maria Magnusson. Familjen bosatte sig 1898 på Stationsgatan 12 i Norrköping och familjen antog då namnet Hultqvist. Namnet kom från faderns födelseort Hultserum i Blackstads socken i Kalmar län. Ivars morfar Per Magnusson och kusinen Anna Berggren var också spelmän. Ivar började sin skolgång vid Mattéusskolan. Redan vid 10 års ålder började han spela fiol och när han var 12 år började han ta lektioner för musikern John Eriksson. Ivar tröttnade när han blev tvungen att lära sig spela efter noter. 1908 började han på grafiska linjen vid Ebersteinska skolan och blev sedan anställd som tryckare vid Grafiska och Merkantil. 1923 anställdes han på Lithografiska som ägdes av Norrköpings Tidningar. Hultqvist kom att arbeta på Norrköpings Tidningars Civiltryckeri i nästan 30 år, som senare bytte namn till AB Trycksaker. Hultqvist gick i pension april 1960.
När Ivar Hultqvist fyllt 20 år blev han medlem i logen Vårvakten och IOGT Majblomman i Norrköping, som var nykterhetsrörelser. Han spelade då ofta på godtemplarfester tillsammans med Nils Rosenqvist. Omkring 1914–1915 medverkade Hultqvist i Skråköpingskapellet, som bl a uppträdde på festplatsen Hultet i stadsdelen Kneippen i Norrköping. Där mötte han först komikern och sångaren Calle Lindström och senare bygdemålstalaren Anners Annersa på Hultet, som Hultqvist bland annat gjorde turnéer med. När Hultqvist blev 25 år började han ta upp fiolspelet. Han fick kontakt med äldre spelmän, såsom Einar Kindström, August Månsson, Josef Alm och Jakob Karlberg i trakten kring Norrköping. Av dem lärde sig Ivar låtar av bland annat Pelle Fors, Olof Styrlander (den yngre) och Carl August Lindblom. Hultqvist cyklade runt med sin fiol till de äldre spelmännen för att lyssna och lära sig mer om den östgötska låttraditionen.

### Östergötlands Spelmansförbund

Ivar Hultqvist, Gustaf Boström och Albin Malmqvist.

Hultqvist var med när Östergötlands spelmansförbund bildades pingstdagen 1927 på Sturefors slott. Till styrelse valdes Carl G. Lindqvist från Kisa som ordförande, Hultqvist som vice ordförande, Allan Manneberg från Kisa som sekreterare och Harry Holmqvist från Linköping som kassör. Samtidigt vid bildandet av förbundet genomfördes en spelmanstävling i slottets loge-byggnad. Hultqvist vann tävlingen och fick som förstapris en fiol byggd av fiolbyggaren John Eriksson, Eskilstuna. 
Ivar Hultqvist familj
Samma år den 15 oktober gifte sig Ivar Hultqvist med Olga Andersson som arbetade som kokerska på Lagerlunda gård i Malmslätt. Det nygifta paret flyttade till en vindsvåning på Stationsgatan 12 i Norrköping (bredvid Ivars föräldrar). Paret fick tillsammans barnen Gunnar (1924–1987), Ingrid (1929–2003), Anders (1936–2020) och Per-Arne (1939–).  Familjen levde sparsamt och vid sidan av Hultqvists inkomst som typograf spelade han ihop pengar som spelman för Norrköpings tre folkdanslag: Bygdeminnet, Hemgården och Kamraterna.
Spelmansstämmor och radioframträdanden
1928 arrangerade det nybildade spelmansförbundet sin första spelmansstämma på Hjässatorget, Omberg. Den 30 juli 1933 deltog Ivar Hultqvist på riksspelmansstämman i Västerås. Han spelade upp polskan Nittonbunda för en jury och erövrade Zornmärket i silver. Hultqvist blev därmed Östergötlands förste riksspelman. Vid spelmansförbundets 10-årsjubileum 1937 vann Hultqvist även denna spelmanstävling.
Ivar Hultqvist gjorde ungefär 25 framträdanden i radio på 1940-talet tillsammans med Gustav Boström från Finspång och bygdemålsberättaren Anners Annersa på Hultet. Under ungefär 30 minuter spelade de spelmanslåtar från Östergötland. Hultqvist blev ofta inbjuden till spelmansstämmor till andra läns spelmansförbund i Sverige. Närmast till hands var utbytet med grannlandskapen Närke, Södermanland och Småland, men på 1950-talet medverkade Hultqvist flera gånger vid spelmansstämmor i Dalarna, Hälsingland, Jämtland, Medelpad och Norrbotten. Hultqvist spelade även gammeldansmusik på omkring 350-400 födelsedagsfester och 150-200 bröllop i trakten kring Norrköping.
1955 gjorde Ivar Hultqvist som spelman med frun Olga som medresenär en resa med Folkdanslaget Kamraterna från Norrköping till Sydeuropa (Österrike, Italien, Spanien och Frankrike). 1964 fick Hultqvist en stroke och förlorade förmågan att spela på sin fiol. Han fortsatte ändå att sjunga sina låtar. Hultqvist avled 31 juli 1965 på servicehemmet Sandbyhov i Norrköping.
Ivar Hultqvists spelstil var både lätt och stadig med rullstråk. Polskorna spelade han i ett väldigt snabbt tempo, som var tekniskt svårt att bemästra. Inspelningar av Ivar Hultqvist finns idag bevarade på Sveriges Radios arkiv, Svenskt visarkiv och Östergötlands musiksamlingar samt på Youtube.

## Musikverk
Hultqvist komponerade omkring 25 egna låtar. Bland de mest kända och spelade räknas Sensommarvalsen från 1929, gånglåten Spelmansträffen 1939 och Hemgårds-hambo 1951.
- Sensommarvalsen, komponerad 1929.[2] (finns inspelad bl a med Erik Öst, Rättviks spelmän och Bröderna Lindqvist och spelmän från Sollerön)
- Polska i A-dur, komponerad okänt år.
- Gånglåt i D-dur, komponerad 1930.
- Vals i A-dur, komponerad 1933.
- Vals i E-dur, komponerad 1931.
- Polska i E-dur, komponerad 1932.
- Polska i A-moll, komponerad 1931
- Spelmansträffen, gånglåt, komponerad 1939
- Kamraterna, gånglåt, komponerad 1952
- Försommarvalsen, komponerad 1947
- Thomas-valsen, (tillägnad sonsonen) komponerad 1950
- Hemgårdshambo, (tillägnad Hemgårdens folkdanslag i Norrköping) komponerad våren 1951
- Lill-Anders polska, (tillägnad dottersonen) komponerad 1951
- Elisabeth-valsen, (tillägnad dotterdottern) komponerad 1954
- Stefans-valsen, (tillägnad sonsonen) komponerad 1962
- Stefans gångtrall
- Högsommarlåt, gånglåt
- Midsommarpolska
- Kisa-svängen, vals, komponerad 1941
- Bröllopstakter, komponerad 1950
- Sturefors-låten, komponerad 1937
- Takstols-kalaset, komponerad  1941
- Karl-Alfred Kollbergs 70-års-polska, komponerad 1956
- Spelmanshumör, gånglåt
- Strömkarls-polskan. komponerad 1958

### Upptecknade låtar
- Polska i D-dur efter Lindblom.
- Polska i G-dur (Gökpolska) efter Einar Kindström.
- Polska i A-dur efter Olof Styrlander den yngre.
- Polska i F-dur efter Josef Alm.
- Polska i A-dur från Kindatrakten.
- Polska i D-dur efter Lindblom.
- Polska i A-dur efter Emil Olsson.
- Polska i D-dur efter Kalle Månsson i Polskö. Den är från Gusum.
- Polska i D-dur efter folkskolläraren J. A. Sundell (Lasse i svarven).
- Polska i d-moll efter kantor P. A. Nilsson, Blackstads socken.
- Vals i Bb-dur efter kantor P. A. Nilsson, Blackstads socken.
- Gökpolska i A-dur efter Lindblom.
- Gånglåt i A-dur "Skomakartrallen". Hultqvist lärde sig den av handlaren Fritz Algot Nilsson, Norrköping.
- Polska i G-dur efter kusinen Anna Berggren, Gladhammars socken.

## Instrument
- Smålandsfiolen - Ivar Hultqvists mest använda instrument var en fiol byggd av John Eriksson i Eskilstuna. Materialet till fiolen kom från 1700-tals golvbrädor av gran i byn Hultserum i Småland. Sargen och bottnen var tillverkad i lönn av en bräda från en snickarbod i Hultserum.[1]